# Marty Murphy
Martin Joseph Murphy Jr. (* 20. September 1933; † 27. August 2009 in Los Angeles) war ein US-amerikanischer Cartoonist, Trickfilmzeichner und -autor. Er arbeitete als Charakterdesigner und Storyboard-Autor an vielen Trickfilmserien mit.

## Leben
Murphy studierte nach dem Zweiten Weltkrieg an der Chicago Academy of Fine Arts, ebenso wie der bekannte US-Cartoonzeichner Phil Interlandi (1924–2002). Später arbeitete Murphy als Cartoonist für verschiedene US-amerikanische Zeitschriften. Vor allem den Cartoon-Stil des Playboy prägte er über Jahrzehnte entscheidend mit, zusammen mit Gahan Wilson, John Dempsey und Shel Silverstein. Von Juli 1963 bis Juni 2009 erschienen im Playboy 348 Zeichnungen Murphys.
Ende der 1950er Jahre arbeitete Murphy als Zeichner für die Hanna-Barbera-Studios an der TV-Serie The Huckleberry Hound Show (1958–1962), danach als Charakterdesigner für UPA an mehreren Trickfilmen aus der Mister Magoo-Serie (Mister Magoo's Christmas Carol, 1962; Uncle Sam Magoo, 1970) sowie für die DePatie-Freleng Enterprises an den Serien The Super 6 (1966–1969) und The Houndcats (1972–1973).
1971 schrieb er am Drehbuch des Animationsfilms Shinbone Alley mit und war danach, wieder unter William Hanna und Joseph Barbera, Charakterdesigner der Serien Wait Till Your Father Gets Home (1972–1974), Hong Kong Pfui (1974) und The C. B. Bears (1976).
Dem deutschsprachigen Publikum wurde Marty Murphy vor allem als Charakterdesigner und Storyboard-Autor von vier Anime-Serien bekannt, die im Auftrag des ZDF in Japan in Kooperation mit Leo Kirchs Taurus Film produziert wurden:
- 1975: Die Biene Maja (jap. みつばちマーヤの冒険 mitsubachi Māya no bōken), Zuiyo Enterprise (später in Nippon Animation umbenannt), zwei Staffeln à 52 Episoden
- 1976: Pinocchio (japanisch ピコリーノの冒険, pikorīno no bōken), Nippon Animation, 52 Episoden
- 1980: Wunderbare Reise des kleinen Nils Holgersson mit den Wildgänsen (japanisch ニルスのふしぎな旅, nirusu no fushigi na tabi), Studio Pierrot, 52 Episoden
- 1983: Alice im Wunderland (japanisch ふしぎの国のアリス, fushigi no kuni no arisu), Nippon Animation/Kirch-Mediengruppe, 26 Episoden

Außerdem arbeitete Murphy für Tōkyō Movie Shinsha (TMS) an der TV-Serie DuckTales (produziert für Disney, 1987) und dem Kinofilm Little Nemo: Adventures in Slumberland (1989). In den 1990er Jahren war er noch einmal für Hanna-Barbera tätig, für die Tom and Jerry Kids Show (produziert für FOX, 1990–1993) und für den Kinospielfilm Tom and Jerry: The Movie (1993). Auch an mehreren Folgen der Puppentrickfilmserie Der Bär im großen blauen Haus (Bear in the Big Blue House, Jim Henson Company/Disney, 1996–2000) wirkte Murphy mit.
Marty Murphy lebte bis zu seinem Tod in Hancock Park, Los Angeles.

## Veröffentlichungen

### Cartoon-Sammlungen
- Teachers Are Funny People: Hundreds of Hilarious Jokes, Gags, Anecdotes! Gallery Books, Santa Monica 1972. ISBN 0-88245-017-4 (mit Virgil Partch)
- Dentists Are Funny People: Hundreds of Hilarious Jokes, Gags, Anecdotes! Gallery Books, Santa Monica 1972. ISBN 0-88245-018-2 (mit Virgil Partch; herausgegeben von Jeanne Chesley)
- That Was the Church That Was. A Nostalgic Quiz for Indulgent Catholics. The Thomas More Press, Chicago 1984. ISBN 0-88347-158-2 (herausgegeben von Joel Wells)

### Buchillustrationen
- Dan Herr: Start Digging!. The Thomas More Press, Chicago 1987. ISBN 0-88347-204-X (mit einem Vorwort von Joel Wells)